# Блажевић Дол
Блажевић Дол је насељено место у саставу општине Старо Петрово Село у Бродско-посавској жупанији, Република Хрватска.

## Историја
До територијалне реорганизације у Хрватској налазио се у саставу старе општине Нова Градишка.

## Становништво
На попису становништва 2011. године, Блажевић Дол је имао 154 становника.

## Попис1991.
На попису становништва 1991. године, насељено место Блажевић Дол је имало 256 становника, следећег националног састава:
| Попис 1991.‍ | Попис 1991.‍ | Попис 1991.‍ | Попис 1991.‍ | Попис 1991.‍ |
| ----------- | ----------- | ----------- | ----------- | ----------- |
|             |             |             |             |             |
| Хрвати      | Хрвати      |             | 245         | 95,70%      |
| Југословени | Југословени |             | 1           | 0,39%       |
| Срби        | Срби        |             | 1           | 0,39%       |
| остали      | остали      |             | 2           | 0,78%       |
| непознато   | непознато   |             | 7           | 2,73%       |
| укупно: 256 |             |             |             |             |